# Bola kampung
Bola Kampung là một phim hoạt họa chiếu trên truyền hình của Mã Lai về những chàng thanh niên ham mê bóng đá.  Câu chuyện kể về làng (Kampung trong tiếng Mã Lai) tên là Gong Lechar và kể lại cách mà  những thanh niên làng phấn đấu để thực hiện giấc mơ bóng đá.
Câu chuyện xoay quanh một nhóm thanh niên,  những người có niềm đam mê lớn đối với bóng đá. Vấn đề, không ai trong số họ có các thuộc tính cơ bản để chơi nó, vì vậy họ dành thời gian chơi bóng đá mà không có mục tiêu, chỉ cần thưởng thức niềm đam mê của trò chơi. Không phải đợi cho đến khi một ngày khi hiệu trưởng và giáo viên thể dục thể thao quyết định tạo thành một đội bóng đá đại diện cho trường học trong một cuộc thi cạnh tranh quốc tế, trước hết là  giúp họ thi đấu ở cấp huyện. Họ sẽ làm gì cho nó...?

## Nhân vật
- Ivan: Tính tình vui vẻ, ước mơ của Ivan là để chơi cho đội tuyển quốc gia. Thần tượng của Ivan là Zinedane Zidane, Ivan chơi trong vị trí trung phong, cũng là trưởng đội.
- Kevin
- Shawn
- Steven
- Marcus
- Huấn luyện viên
- Donavan
- Samuel
- Szeto
- Ah Hock
- NAIM
- Nicol: Xấu, nhưng tốt bụng và lại say mê anh chàng Ivan,

## Trình chiếu
Ra mắt công chúng lần đầu tại Kênh Disney châu Á vào ngày  16 tháng 11  năm 2006. Loạt phim truyền hình này có thể xem tại kênh RTM1 (TV1 của Malaysia) vào mỗi thứ hai hàng tuần, lúc 7 giờ chiều.